# Watson (deutsches Nachrichtenportal)
Watson (Eigenschreibweise watson) ist die deutsche Lizenzausgabe des gleichnamigen Schweizer Nachrichtenportals, redaktionell und inhaltlich aber von diesem getrennt. Die Newsseite wird in Deutschland von der zur Ströer SE & Co. KGaA gehörenden Ströer Next Publishing GmbH betrieben.

## Geschichte und Konzept
Das Projekt startete 2018 mit einer 25-köpfigen Redaktion. Ziel ist es, ein journalistisches Vollprogramm für die Zielgruppe „Generation Mobile“, also der 20- bis 35-Jährigen, anzubieten. Am 22. März 2018 wurde die deutsche Ausgabe gelauncht.
Die ursprüngliche Chefredakteurin Gesa Mayr verließ Watson am 8. November 2018, woraufhin CCO Arne Henkes kommissarisch die Leitung übernahm. Ab dem 1. April 2019 leitete Kinga Rustler als Chefredakteurin das Portal. Sie hat die Ausrichtung strategisch überarbeitet und Nachrichten und Informationen für junge Menschen wieder in den Fokus gerückt.
Neben der News-Berichterstattung nimmt die Redaktion sechs Schwerpunkte in den Fokus, die gerade für die junge Generation wichtig sind: Nachhaltigkeit, Gleichberechtigung, Vielfalt, Chancengleichheit, Streaming und der positive Blick.
Im Januar 2022 übergab Kinga Rustler die Chefredaktion an Swen Thissen, um sich übergreifenden Aufgaben in der Ströer Content Group zu widmen. Das Redaktionsteam bestand Mitte 2022 aus rund 40 Personen.

## Weiteres Engagement
Im Juni 2021 organisierte Watson in Kooperation mit dem Landesmedienzentrum Baden-Württemberg und der Fachstelle Extremismusdistanzierung ein virtuelles Fachgespräch zum Thema „Feindbild Medien“. Inhalt der Veranstaltung war der Umgang von Journalisten mit den Vorwürfen einer angeblich „gleichgeschalteten Lügenpresse“ durch Demonstrationen und extremistische Ideologien.